# غار بر آفتاب زیر دو
غار بر آفتاب زیر دو مربوط به دوران فرادیرینه‌سنگی است و در شهرستان ممسنی، بخش رستم، دهستان رستم ۱، ۲۰۰ متری روستای برآفتاب زیر دو واقع شده و این اثر در تاریخ ۳۰ بهمن ۱۳۸۶ با شمارهٔ ثبت ۲۰۸۴۹ به‌عنوان یکی از آثار ملی ایران به ثبت رسیده است.